# ناعورة الشيخ محي الدين

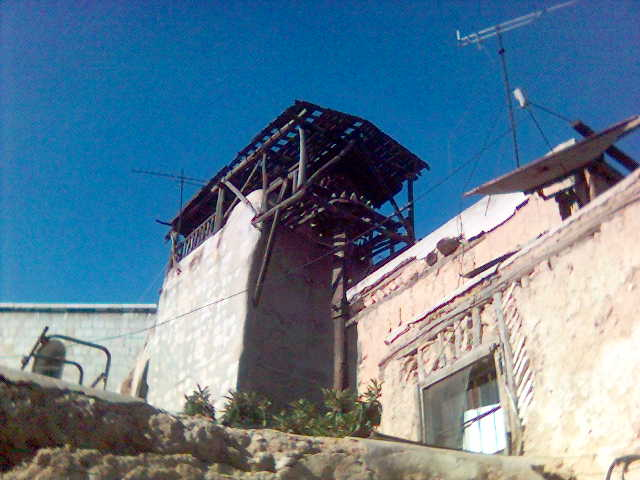
الناعورة والجامع على يمينها

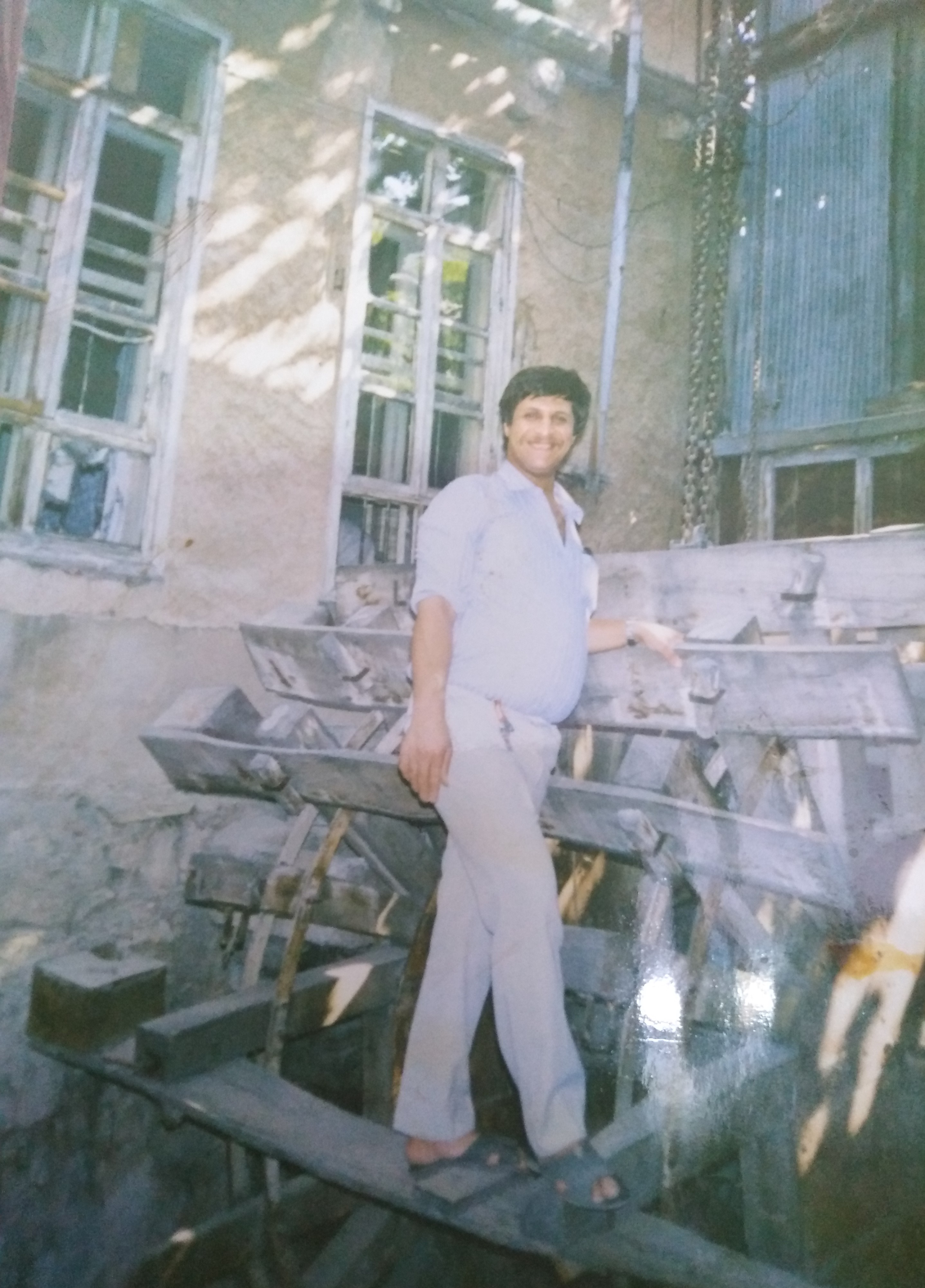
صورة للجزء السفلي من الناعورة

من تصاميم بديع الزمان أبو العز الرزاز الملقب بـ (الجزري) 
ناعورة الشيخ محي الدين في مدينة دمشق، هي عبارة عن جهاز رفع الماء الثالث للجزري الذي وصفه في مخطوطاته وهي من نموذج المضخة الساقية أو (مضخة الجنزير والدلاء) وقد تم تركيب نموذج شبيه لها قرب جامع الشيخ محي الدين ابن عربي الواقع في زقاق النواعير في منطقة الصالحية في دمشق- سورية.
و كان الهدف منها توريد المياه لأقدم منشأة للطب النفسي وهي البيمارستان القيمري وبعد ذلك تم توريد المياه أيضا إلى الجامع. والناعورة مركبة على نهر يزيد.

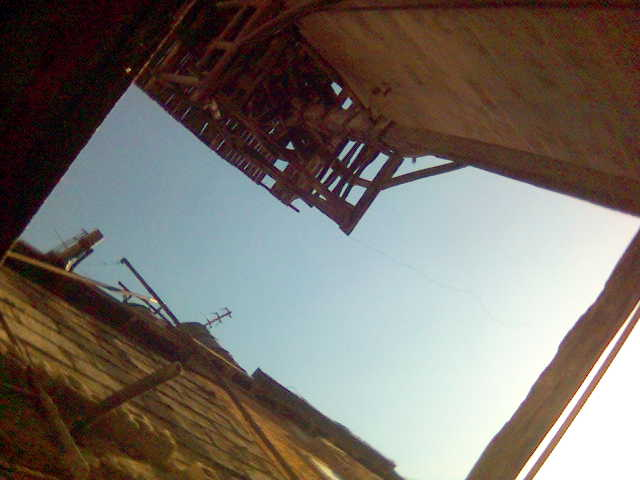
القسم العلوي للناعورة صورت من زاوية الحوض المائي

## آلية عمل جهاز رفع الماء الثالث للجزري (ناعورة الشيخ محي الدين)
هناك تشابه في تصاميم الجزري لآلة رفع الماء في مخطوطته (الجامع بين العلم والعمل النافع في صناعة الحيل) المؤلف عام /1205/ للميلاد وبين منشاة الشيخ محي الدين التي انجزت عام /1254/ للميلاد. حيث تعمل آلة الجزري بسقوط الماء على مغارف تحرك دولاب. أما منشأة الشيخ محي الدين فمزودة بألواح خشبية طويلة موزعة على محيط الدولاب وتدور بقوة جريان الماءالأفقي. ذلك أن التصميم الأساسي في المخطوطة كان نموذج للتسلية فهو حوض من الرخام والنحاس ومغارف تدور بواسطة سقوط الماء، أما الحيوان الموجود في المخطوطة فهو للتعبير على أن هذا النموذج هو لتقليد السواقي التي تعمل بقوة الحيوانات.
يتألف الجهاز (الناعورة) من الأجزاء التالية :
- دولاب رئيسي (ناعورة) مركب على نهر يزيد وله ألواح خشبية أفقية.
- مسننات أو تروس أفقية وشاقولية تدعي اللكامات لنقل الحركة إلى العمود الشاقولي لنقل الحركة إلى أعلى الناعورة بارتفاع 12مترا.
- المسنن الثاني يدير عمودًا شاقوليًا يدعى الصاري، وفي رأس الصاري دولاب عليه أسنان شاقولية ويدعى (الطبق).
- أثناء دوران الطبق مع العمود يدير دولاب شاقولي ويدعى اللقاطة.
- تديراللقاطة أثناء دورانها الشاقولي دولاب شاقولي اخر يدعى الماوية، وهذا الدولاب مركب عليه زنجير.
- وعلى الجنزير دلاء مركبة كل 50 سم تتحرك للأعلى حيث تغرف الماء من القناة ناقلة إياه إلى الأعلى وعند انقلابها يسكب الماء في قناة لتذهب المياه إلى البيمارستان القيمري وجامع الشيخ محي الدين والبيوت المجاورة.
- كذلك يوجد علب على الناعورة السفلية لترفع الماء إلى الأرض الطبيعية لتزويد البيوت المجاورة بدون رفع المياه لأعلى المنشأة.

## بناء نموذج الناعورة فيجامعة حلب
كان نشاط معهد التراث العلمي العربي والجمعية السورية لتاريخ العلوم في السنوات الأولى في تحقيق المخطوطات الهندسية واستقطاب العلماء والباحثين وتنشيط البحث في تاريخ العلوم الهندسية. وفي عام 1979 في إطار نشاطات معهد التراث العلمي العربي والجمعية السورية لتاريخ العلوم، تم التأسيس لمتحف الآلات التي وردت في المخطوطات المختلفة لبني موسى وتقي الدين والجزري، وكتاب الأنيق في صناعة المنجنيق، وفي عام 1985 تقرر بناء نموذج لناعورة الشيخ محي الدين وتم الإطلاع على المخطوطة المحققة من قبل المعهد وزيارة ناعورة الشيخ محي الدين بدمشق وتوثيق الوضع الراهن وتم وضع دراسة نموذج للناعورة بقياس 1/2 ونفذت أمام مبنى معهد التراث حاملة معها روح التصميم ولا بد أن نذكر قول الجزري :
" وأما عمل آلة يحاكي بها آلة أخرى فقد يمكن للحاذق تقليده بشرط قوة الإدراك والتصرف وإلا فسيعجز عن تحريكها على وجه الصحة ".